# Dozza
Dozza (en dialecte romanyol: Dòza) és un comune (municipi) de la Ciutat metropolitana de Bolonya (antiga província de Bolonya), a la regió italiana d'Emília-Romanya.
L'1 de gener de 2018 tenia 6.588 habitants.
Dozza és conegut per la seva festa de la paret pintada, que té lloc cada dos anys al setembre. Durant aquest festival, famosos artistes nacionals i internacionals pinten obres permanents a les parets de les cases.